# The Broken Down Comforter Collection
 (décembre 2022).
Albums de Grandaddy
Under The Western Freeway
(1997) The Sophtware Slump
(2000)
The Broken Down Comforter Collection est un album du groupe Grandaddy, sorti en 1999. C'est un regroupement de A Pretty Mess By This One Band EP et de Machines Are Not She EP.

## Liste des pistes
1. Gentle Spike Resort
2. Wretched Songs
3. Levitz
4. Away Birdies With Special Sounds
5. Kim You Bore Me to Death
6. For the Dishwasher
7. Pre Merced
8. Sikh in a Baja VW Bug
9. Lava Kiss
10. Fentry
11. Taster
12. Egg Hit and Jack Too
13. You Drove your Car into a Moving Train (piste cachée)